# Cal Girald (Guixers)
Cal Girald és una masia situada al municipi de Guixers, a la comarca catalana del Solsonès.